# جام ازبکستان
جام ازبکستان جام حذفی فوتبال کشور ازبکستان است. این جام از سال ۱۹۹۲ بنیان‌گذاری شده‌است.